# Kelainó (pleiád)
Kelainó (ógörögül: Κελαινώ, latinul: Celaeno) a hét pleiád egyike, Pléioné és Atlasz leánya. Hat leánytestvére Maia, Élektra, Taügetész, Alküoné, Szteropé és Meropé. Akeszandrosztól két fia született, Tritón és Eurüpülosz.
Több mítoszváltozat létezik, lehet Pléioné és Poszeidón, vagy Ergea leánya. Az Atlasz- és Poszeidón-változat ismertebb. Egyes változatokban férje Prométheusz volt, akitől Tritón és Khimaireusz született, más változatban ő a danaida Kelainó.